# Babolat
Babolat är ett företag baserat i Frankrike som tillverkar och marknadsför sportutrustning för tennis, badminton, padeltennis och squash. 
Från 1875 till 1994 tillverkade företaget huvudsakligen strängar av naturmaterial till tennisracketar. Därefter började företaget tillverkning av tennisracketar som snart kom att dominera företagets produktion. Företaget var under en tid stationerat i Japan, men har sedan 2000 flyttat till USA.   
Företagets racketar används av flera spelare inom världseliten, bland andra Rafael Nadal, Andy Roddick, Agnieszka Radwanska, Carlos Moya och Jo-Wilfried Tsonga. 